# La Marche dans la nuit
La Marche dans la nuit (titre original allemand : Der Gang in die Nacht) est un film dramatique muet allemand réalisé par Friedrich Wilhelm Murnau, sorti en 1921.
C'est le plus ancien film du réalisateur qui subsiste de nos jours.

## Synopsis
Le docteur Eigil Boerne est fiancé à Hélène, qui, pour célébrer l'anniversaire de son ami, le convie dans un cabaret où Eigil tombe amoureux de Lily, une jeune danseuse. Lily et Eigil se marient et vont vivre dans un petit village de pêcheurs. Le couple se familiarise avec un peintre devenu aveugle. Eigil l'opère et l'artiste recouvre la vue. Pour mieux suivre la guérison, le médecin décide de l'héberger chez eux, en dépit des remontrances de Lily qui ne voit pas d'un bon œil cette présence. Eigil, ayant appris qu'à la suite de leur rupture Hélène est tombée malade, décide de lui rendre visite. À son retour, il découvre que sa femme Lily et le peintre sont devenus amants et s'enfuit.
Plusieurs années plus tard, Eigil, devenu un célèbre ophtalmologiste, reçoit la visite de Lily qui l'implore de guérir le peintre, redevenu aveugle. Eigil, malheureux et désespéré, s'engage à le traiter pour autant qu'elle mette fin à sa liaison avec le peintre. La jeune femme, en larmes, accepte les termes et s'enfuit. Pris de remords et craignant le pire, Eigil tente de retrouver Lily mais découvre son cadavre, car craignant de ne pas pouvoir tenir son contrat, elle a préféré se suicider. Déterminé à honorer sa part du contrat, Eigil contacte le peintre, mais celui-ci refuse les soins. Le lendemain, le médecin est retrouvé mort, suicidé dans son atelier.

## Fiche technique
- Titre original : Der Gang in die Nacht
- Réalisation : F. W. Murnau
- Scénario : Carl Mayer, Harriet Bloch, d'après son roman Der Sieger
- Photographie : Max Lutze
- Directeur artistique : Heinrich Richter
- Producteur : Sascha Goron
- Compagnie de production : Goron-Films
- Pays de production :  République de Weimar
- Année de production : 1921
- Durée : 81 minutes
- Couleurs : Noir et blanc
- Son : Film muet
- Rapport : 1.37:1
- Genre : Drame

## Distribution
- Olaf Fønss : Dr Eigil Börne
- Erna Morena : Helene
- Conrad Veidt : le peintre
- Gudrun Bruun-Stefenssen : Lily
- Clementine Plessner

## Commentaires
Une copie du film est conservée au musée du film de Berlin. Le film a été retrouvé dans une pile de négatifs conservés à la  Staatliches Filmarchive (de), la cinémathèque de Berlin-Est, et restauré par Henri Langlois.